# Ganye

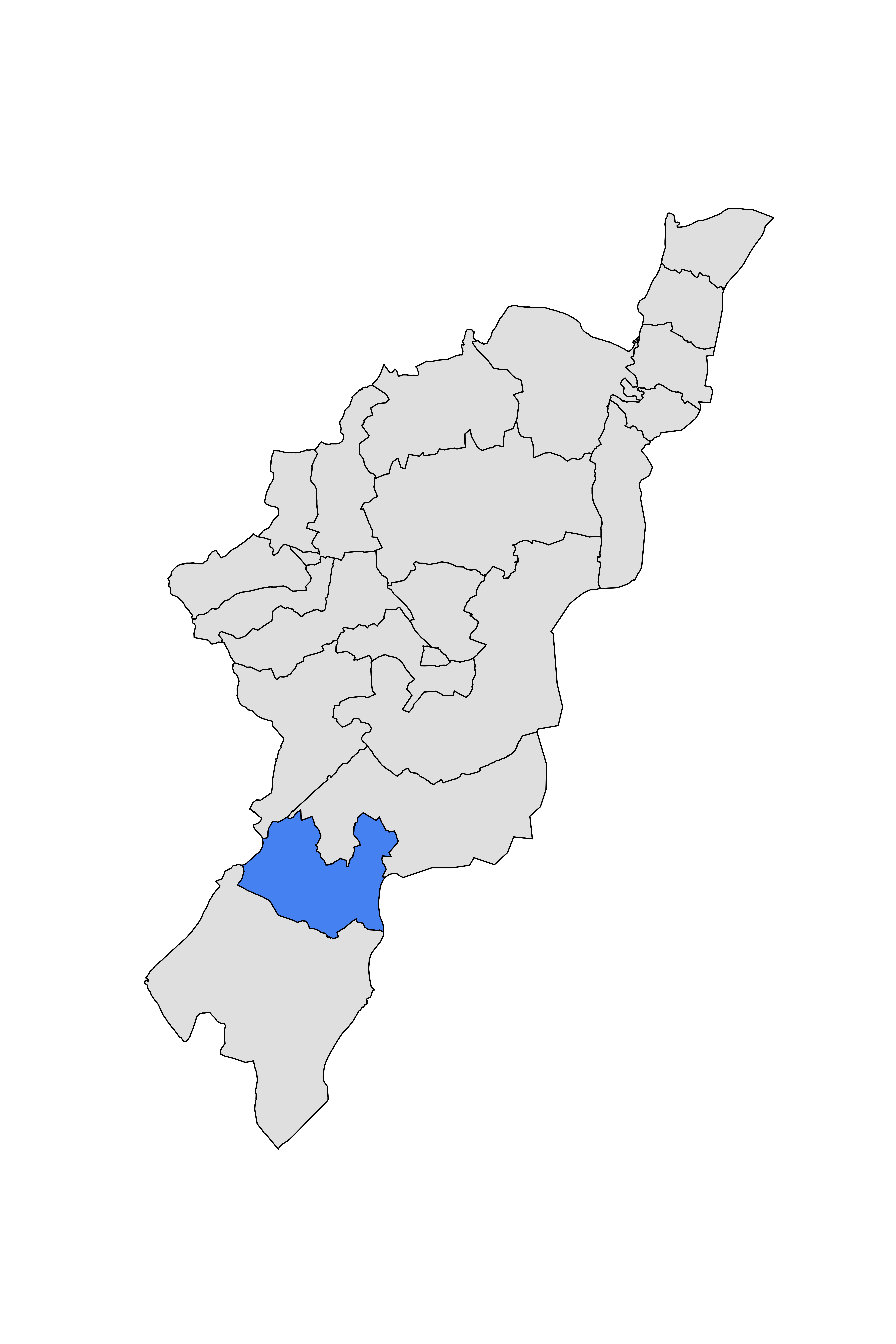

Ganye es una localidad del estado de Adamawa, en Nigeria, con una población estimada en marzo de 2016 de 227 100 habitantes.
Se encuentra ubicada al este del país, junto a la frontera con Camerún.